# Angelica Aposteanu
Angelica Aposteanu, férjezett neve Angelica Chertic (Bistrița, 1954. augusztus 21. –) olimpiai bronzérmes román evezős.

## Pályafutása
1974-ben és 1975-ben egy-egy világbajnoki bronzérmet szerzett. Az 1980-as moszkvai olimpián nyolcasban bronzérmet szerzett.

## Sikerei, díjai
- Olimpiai játékok – nyolcas
  - bronzérmes: 1980, Moszkva
- Világbajnokság
  - bronzérmes (2): 1974 (kormányos négyes), 1975 (kormányos nélküli kettes)